# Valaya Alongkorn del Siam
Valaya Alongkorn del Siam (in thailandese สมเด็จพระราชปิตุจฉา เจ้าฟ้าวไลยอลงกรณ์ กรมหลวงเพชรบุรีราชสิรินธร, Walai Alongkon Narindorn Debyakumari; in italiano: Valaya Alongkorn Narindorn Debayakumari del Siam; Bangkok, 16 aprile 1884 – Bangkok, 15 febbraio 1938) è stata una principessa thailandese, 43ª figlia del re Chulalongkorn del Siam (Rama V), e la 5ª della sua terza moglie, Savang Vadhana.

## Biografia

### Infanzia
La Principessa Valaya Alongkorn Narindorn Debyakumari del Siam (in thailandese: สมเด็จพระราชปิตุจฉา เจ้าฟ้าวไลยอลงกรณ์ กรมหลวงเพชรบุรีราชสิรินธร) nacque il 16 aprile 1884 nel Grande palazzo reale, a Bangkok, capitale del Regno del Siam (ora Regno di Thailandia). Era la 43ª figlia del Re Chulalongkorn del Siam, e la 5ª della sua terza moglie, la Principessa Savang Vadhana.
Ebbe sei fratelli: tre fratelli maggiori, una sorella maggiore, una sorella minore e un fratello minore:
1. Principe Maha Vajirunhis (27 giugno 1878 – 4 gennaio 1894);
2. Principe Isariyalongkorn (4 settembre 1879 – 25 settembre 1879);
3. Principessa Vichitra Chiraprabha (21 aprile 1881 – 15 agosto 1881);
4. Principe Sommatiwongse Varodaya (9 giugno 1882 – 17 giugno 1899);
5. Principessa Sirabhorn Sobhon (19 luglio 1888 – 24 maggio 1898);
6. Principe Mahidol Adulyadej (1º gennaio 1891 – 24 settembre 1929).

Quando aveva 3 anni, sua madre la mandò a vivere con sua sorella la Regina Saovabha Bongsri, come figlia adottiva, a causa del fatto che la regina Saovabha perse le proprie figlie: Bahurada Manimaya e una principessa che morì poco dopo la nascita. Vivevano insieme nella residenza Suddha Sri Abhiromya nella corte interna del Grande palazzo reale.

### Educazione
La principessa fu educata alla "Kumari Royal School", che teneva lezioni all'interno del Sala del Trono del Grande palazzo reale. Quando suo padre, il re Chulalongkorn visitò l'Asia meridionale nel 1896, lei e molte delle sue sorelle lo accompagnarono a una visita a Giava, Singapore e Malesi. Dopo che suo padre terminò il suo 1º tour europeo, costruì il Palazzo Dusit e altre residenze, tra cui il Palazzo Vimanmek. All'età di 17 anni si trasferì e iniziò a vivere con suo padre, sua madre e i suoi fratellastri in questi nuovi palazzi.
La Principessa si trasferì nella Villa Suan Si Ruedu fino alla morte del Padre, avvenuta il 23 ottobre 1910. Dopo tornò a vivere con la Regina Saovabha Bongsri nel Wang Phaya Thai.

### Vita successiva

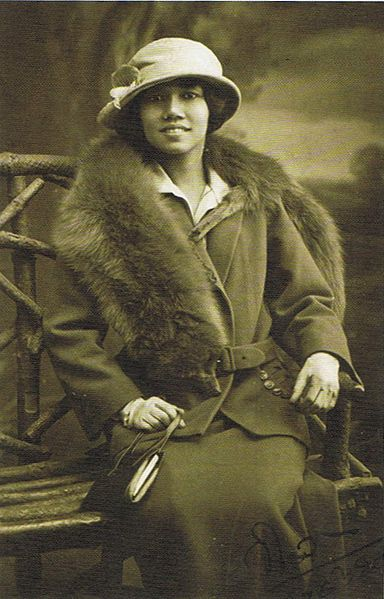
La Principessa Valaya Alongkorn del Siam, fotografata nel 1938

La principessa Valaya Alongkorn era un'avida lettrice. Amava i libri e leggeva nel tempo libero, giorno e notte, fin da bambina. La sua tata ha dovuto nascondere i suoi libri per farla dormire. Ma questo non ha funzionato, poiché è stata in grado di trovare altri libri nella sua biblioteca privata da leggere. Nel pomeriggio, una volta terminati i suoi doveri reali, leggeva o scriveva sempre. Lavorava anche a maglia ed era un'abile disegnatrice.
Amava vestire in stile europeo. Non le piacevano le decorazioni per i suoi abiti tranne le collane di perle, che creava da sola. Quando andava da qualche parte, portava sempre al collo la sua collana di perle.

### Doveri reali
La principessa Alongkorn si interessò dell'educazione delle donne thailandesi. Era la patrona della Scuola Rajini (in thailandese: โรงเรียนราชินี) e istituì una scuola per sole ragazze, la Scuola Rajini Bon. Diede parte dei suoi soldi al Ministero della Pubblica Istruzione per costruire il Collegio educativo Vittayalongkorn (più tardi Università Valaya Alongkorn Rajabhat) nella Provincia di Pathum Thani.
La principessa Valaya Alongkorn era molto legata al suo fratellastro Re Vajiravudh che succedette al trono alla morte di Chulalongkorn. A causa della sua eccellente padronanza della lingua inglese svolse un ruolo chiave nell'accoglienza di molti ospiti stranieri, tra cui molte famiglie reali straniere, durante l'Incoronazione del Re nel 1911.
L'11 novembre 1911, il re Vajiravudh le diede il titolo reale di "Principessa di Phetchaburi" (in thailandese: กรมหลวงเพชรบุรีราชสิรินธร). Ricevette inoltre il trattamento di Krom Luang. 
Quando il re Vajiravudh morì nel 1925, suo fratello minore, Prajadhipok, ascese al trono. Il nuovo Re chiese alla principessa di disegnare l'abito di sua moglie, la Regina Rambhai Barni per la cerimonia di incoronazione come nuova regina. L'abito che disegnò era in stile europeo e rese la regina Rambhai Barni la più grande attrazione della cerimonia.

### Ultimi anni e morte
Dopo la morte di Saovabha Bongsri il 20 ottobre 1919, Valaya Alongkorn si trasferì dal Wang Phaya Thai alla Villa Reale di Suan Sunandha, nel complesso del Palazzo Dusit. Un anno dopo, contasse una malattia polmonare. Ricevette cure in Europa, e successivamente si trasferì nel Palazzo di Sa Pathum con la madre, la regina Savang Vadhana. Continuò a ricevere cure per la sua malattia fino alla sua morte, avvenuta il 15 febbraio 1938 a causa di un cancro ai polmoni, all'età di 53 anni.
Venne cremata il 14 maggio 1941 da suo nipote, Re Ananda Mahidol, che eseguì tutti i riti di cremazione reale con altri membri della famiglia reale.
Più tardi, il Re cambiò in maniera postuma lo status reale di Valaya Alongkorn, cambiandole il titolo da Somdet Phra Chao Boromwongse Ther a Somdet Phra Ratcha Pitucha, in segno di riconoscenza personale.

## Ascendenza
|                           |                                 |                                   | Genitori                      |  |  | Nonni |  |  | Bisnonni                        |  |  | Trisnonni                       |  |
|                           |                                 |                                   |                               |  |  |       |  |  | Buddha Loetla Nabhalai del Siam |  |  | Buddha Yodfa Chulaloke del Siam |  |
|                           |                                 |                                   |                               |  |  |       |  |  | Buddha Loetla Nabhalai del Siam |  |  | Buddha Yodfa Chulaloke del Siam |  |
|                           |                                 | Amarindra                         |                               |  |  |       |  |  | Buddha Loetla Nabhalai del Siam |  |  |                                 |  |
| Mongkut del Siam          |                                 |                                   |                               |  |  |       |  |  | Buddha Loetla Nabhalai del Siam |  |  |                                 |  |
|                           |                                 | Sri Suriyendra                    | Ngoen Saetan                  |  |  |       |  |  |                                 |  |  |                                 |  |
|                           |                                 | Sri Suriyendra                    | Ngoen Saetan                  |  |  |       |  |  |                                 |  |  |                                 |  |
|                           |                                 | Sri Suriyendra                    | Kaeo, Principessa Sri Sudarak |  |  |       |  |  |                                 |  |  |                                 |  |
| Chulalongkorn del Siam    |                                 | Sri Suriyendra                    |                               |  |  |       |  |  |                                 |  |  |                                 |  |
|                           |                                 | Siriwongse, Principe Matayaphitak | Jessadabodindra del Siam      |  |  |       |  |  |                                 |  |  |                                 |  |
|                           |                                 | Siriwongse, Principe Matayaphitak | Jessadabodindra del Siam      |  |  |       |  |  |                                 |  |  |                                 |  |
|                           |                                 | Siriwongse, Principe Matayaphitak | Chao Chom Manda Sap           |  |  |       |  |  |                                 |  |  |                                 |  |
| Debsirindra               |                                 | Siriwongse, Principe Matayaphitak |                               |  |  |       |  |  |                                 |  |  |                                 |  |
|                           |                                 | Noi Siriwongse Na Ayudhaya        | But                           |  |  |       |  |  |                                 |  |  |                                 |  |
|                           |                                 | Noi Siriwongse Na Ayudhaya        | But                           |  |  |       |  |  |                                 |  |  |                                 |  |
|                           |                                 | Noi Siriwongse Na Ayudhaya        | Chaem                         |  |  |       |  |  |                                 |  |  |                                 |  |
| Valaya Alongkorn del Siam |                                 | Noi Siriwongse Na Ayudhaya        |                               |  |  |       |  |  |                                 |  |  |                                 |  |
|                           | Buddha Loetla Nabhalai del Siam | Buddha Yodfa Chulaloke del Siam   |                               |  |  |       |  |  |                                 |  |  |                                 |  |
|                           | Buddha Loetla Nabhalai del Siam | Buddha Yodfa Chulaloke del Siam   |                               |  |  |       |  |  |                                 |  |  |                                 |  |
|                           | Buddha Loetla Nabhalai del Siam | Amarindra                         |                               |  |  |       |  |  |                                 |  |  |                                 |  |
| Mongkut del Siam          | Buddha Loetla Nabhalai del Siam |                                   |                               |  |  |       |  |  |                                 |  |  |                                 |  |
|                           |                                 | Sri Suriyendra                    | Ngoen Saetan                  |  |  |       |  |  |                                 |  |  |                                 |  |
|                           |                                 | Sri Suriyendra                    | Ngoen Saetan                  |  |  |       |  |  |                                 |  |  |                                 |  |
|                           |                                 | Sri Suriyendra                    | Kaeo, Principessa Sri Sudarak |  |  |       |  |  |                                 |  |  |                                 |  |
| Savang Vadhana            |                                 | Sri Suriyendra                    |                               |  |  |       |  |  |                                 |  |  |                                 |  |
|                           |                                 | Taeng Sucharitakul                | …                             |  |  |       |  |  |                                 |  |  |                                 |  |
|                           |                                 | Taeng Sucharitakul                | …                             |  |  |       |  |  |                                 |  |  |                                 |  |
|                           |                                 | Taeng Sucharitakul                | …                             |  |  |       |  |  |                                 |  |  |                                 |  |
| Piyamavadi                |                                 | Taeng Sucharitakul                |                               |  |  |       |  |  |                                 |  |  |                                 |  |
|                           |                                 | Nag Sucharitakul                  | …                             |  |  |       |  |  |                                 |  |  |                                 |  |
|                           |                                 | Nag Sucharitakul                  | …                             |  |  |       |  |  |                                 |  |  |                                 |  |
|                           |                                 | Nag Sucharitakul                  | …                             |  |  |       |  |  |                                 |  |  |                                 |  |
|                           |                                 | Nag Sucharitakul                  |                               |  |  |       |  |  |                                 |  |  |                                 |  |

## Titoli e trattamento
- 16 aprile 1884 - 11 novembre 1911: Sua Altezza Reale la Principessa Valaya Alongkorn Narindorn Debyakumari del Siam
- 11 novembre 1911 - 15 febbraio 1938: Sua Altezza Reale la Principessa Valaya Alongkorn Narindorn Debyakumari del Siam, Principessa di Phetchaburi